# W69
W69 foi uma ogiva termonuclear dos Estados Unidos, ela foi projetada a partir de 1970 e foi produzida de 1974 a 1976, ela permaneceu em serviço ate 1991, com as ultimas sendo aposentadas em 1996, com um total de 1.500 ogivas produzidas.
Ela tinha um diâmetro de 15 polegadas e tinha 30 centímetros de comprimento, e pesava 275 libras, rendia 170-200 toneladas de TNT.

## Referência
- List of all US Nuclear Weapons e The Nuclear Weapon Archive.  Acessados em 10 de Julho de 2007